# Helophora
Helophora is een geslacht van spinnen uit de familie hangmatspinnen (Linyphiidae).

## Soorten
De volgende soorten zijn bij het geslacht ingedeeld:
- Helophora insignis (Blackwall, 1841)
- Helophora kueideensis Hu, 2001
- Helophora orinoma (Chamberlin, 1919)
- Helophora reducta (Keyserling, 1886)
- Helophora tunagyna Chamberlin & Ivie, 1943